# 駒川町停留場
駒川町停留場（こまがわちょうていりゅうじょう）は、かつて大阪府大阪市東住吉区駒川にあった南海電気鉄道平野線の駅（電停）である。

## 概要
現在の東住吉区駒川三丁目、阪神高速14号松原線の高架下にある、駒川文化センター（公民館）東角の交差点を挟むように千鳥配置の棒ホームが2線2面で設置されていた。この場所は、大阪市内有数の駒川商店街に連なる、駒川駅前商店街との接点である。少し幅の広いホームと上屋だけの電停であったが、開業当時のものが路線廃止まで残っていた。
現在は、交差点の場所の位置自体は変わっていないが、鉄道の遺構は何も残っていない。また、商店街では当時から営業している商店もわずかに残っている。

## 歴史
- 1933年（昭和8年）：開業。
- 1980年（昭和55年）11月28日：廃止。

## 停留場構造
千鳥式ホーム2面2線を有する地上駅であった。

### のりば
| のりば                                   | 路線    | 方向 | 方面                               | 行先     |
| ---------------------------------------- | ------- | ---- | ---------------------------------- | -------- |
|                                          | ■平野線 | 上り | 阪堺線直通：田辺・阿倍野・今池方面 | 恵美須町 |
| 上町線直通：田辺・阿倍野・天王寺駅前方面 | ■平野線 | 上り | 天王寺駅前                         |          |
|                                          | ■平野線 | 下り | 平野方面                           | 平野     |

## 隣の停留場
南海電気鉄道
■平野線
田辺停留場 - 駒川町停留場 - 中野停留場